# Пираты Острова Сокровищ
«Пираты Острова Сокровищ» (англ. Pirates of Treasure Island) — приключенческий пиратский фильм кинокомпании The Asylum. Является мокбастером к фильму Пираты Карибского моря, но сюжет частично взят из романа «Остров Сокровищ».

## Сюжет
Когда в таверне «Адмирал Бенбоу» поселился старый пират Билли Бонс, юный Джим Хокинс ещё не знал, что его жизнь очень скоро круто изменится. Но ему посчастливилось обнаружить в сундучке морского бродяги карту Острова Сокровищ.

## В ролях
- Лэнс Хенриксен — Длинный Джон Сильвер
- Том Нэйджел — Джим Хокинс
- Ребека Кохан — Энн Бонни
- Ретт Джайлз — Уилкинс
- Джефф Дентон — доктор Ливси
- Джеймс Феррис — капитан Смоллетт
- Дерек Осидех — Джек Фелкон
- Джастин Джонс — Билли Бонс
- Ли Скотт — Бен Ганн
- Дэвид Шик — Слепой Пью
- Крисс Энглин — капитан Флинт